# 2649 Oongaq
2649 Oongaq је астероид главног астероидног појаса чија средња удаљеност од Сунца износи 2,628 астрономских јединица (АЈ).
Апсолутна магнитуда астероида је 11,8.